# Christian Pravda
Christian Pravda   (Kufstein, 8 de març de 1927 - Kitzbühel, 11 de novembre de 1994) fou un esquiador austríac que destacà a la dècada del 1950.
Va néixer el 8 de març de 1927 a la ciutat de Kufstein, població situada al Tirol. Va morir a la ciutat de Kitzbühel l'11 de novembre de 1994.
Especialista en esquí alpí, l'any 1948 va participar en els Jocs Olímpics d'hivern disputats a Sankt Moritz (Suïssa), sent desqualificat en la prova d'eslàlom. En els Jocs Olímpics d'Hivern de 1952 disputats a la ciutat d'Oslo (Noruega) va participar en tres proves, aconseguint guanyar la medalla de plata en la prova d'eslàlom gegant i la medalla de bronze en el descens.
Les medalles aconseguides en aquests Jocs són vàlides per al Campionat del Món d'esquí alpí. En aquesta campionat, així mateix, aconseguí guanyar la medalla d'or, en la prova de descens, i la medalla de plata, en la prova de combinada alpina, en l'edició de 1954 disputada a Åre.